# Wolpertswende
Wolpertswende là một xã ở huyện Ravensburg ở bang Baden-Württemberg thuộc nước Đức. Đô thị này có diện tích 26,35 km², dân số thời điểm 31 tháng 12 năm 2020 là 4168 người.